# Allar Raja
Allar Raja (født 22. juni 1983 i Sindi, Sovjetunionen) er en estisk roer.
Raja vandt bronze ved OL 2016 i Rio de Janeiro, som del af den estiske dobbeltfirer. Bådens øvrige besætning var Andrei Jämsä, Tõnu Endrekson og Kaspar Taimsoo. I finalen blev esterne besejret af Tyskland, som vandt guld, samt af Australien, der tog sølvmedaljerne. Han deltog i samme disciplin ved både OL 2008 i Beijing og OL 2012 i London.
Raja har, som del af den succesfulde estiske dobbeltfirer, desuden vundet hele tre EM-guldmedaljer og én EM-sølvmedalje, samt tre VM-bronzemedaljer. Han vandt desuden EM-guld i dobbeltsculler i 2009. 

## OL-medaljer
- 2016:  Bronze i dobbeltfirer